# Pedro Páramo (película de 1967)
Pedro Páramo es una película mexicana de drama y fantasía dirigida por Carlos Velo, basada en el libro homónimo, Pedro Páramo de Juan Rulfo, con un guion adaptado por Carlos Fuentes, Carlos Velo y Manuel Barbachano Ponce. La película se presentó en la edición de 1967 del Festival de Cannes.

## Argumento
La película se desarrolla en dos historias paralelas en dos épocas diferentes: la historia de Juan Preciado, que viaja a Comala en búsqueda de su padre, Pedro Páramo, por petición de su madre justo antes de morir a exigir lo que le correspondía; y la historia de Pedro Páramo, que después de la muerte de su padre se casó con Dolores (la madre de Juan Preciado) por conveniencia, y su vida hasta su muerte.
Juan Preciado está en el lecho de muerte de su madre y ella le dice que tiene que ir a Comala, en busca de su padre, para que le diera lo que nunca les dio y siempre les correspondió. Después de la muerte de su madre, se dirige hacia Comala. Su madre siempre le describió Comala como un pueblo hermoso, pero cuando se iba acercando sólo veía un lugar desierto y sin vida. En el camino se encuentra a un campesino llamado Abundio Martínez, quien lo lleva al mesón de Eduviges Dyada, misma que ya lo esperaba. Hablando con Eduviges ella le dice que el Abundio que él conoció no debía ser el mismo que ella había conocido, pues Abundio hacía mucho tiempo que estaba muerto.

## Reparto
- John Gavin como Pedro Páramo
- Ignacio López Tarso como Fulgor Sedano
- Pilar Pellicer como Susana San Juan
- Julissa como Ana Rentería
- Graciela Doring como Damiana Cisneros
- Carlos Fernández como Juan Preciado
- Augusto Benedico como Padre Rentería
- Beatriz Sheridan como Eduviges Diada
- Claudia Millán como Dolores Preciado
- Rosa Furman como Dorotea la Cuarraca
- Joaquín Martínez como Abundio
- Jorge Russek como Tilcuate
- Eric del Castillo como Perseverancio
- Amparo Villegas como Madre Villa
- Graciela Lara como Margarita
- Álvaro Ortiz como Cacarizo
- Juan Ferrara como Florencio
- Claudio Obregón como Licenciado
- José Torvay como Terencio
- Victorio Blanco como Galileo
- Ramiro Orci como Danildo, revolucionario
- Dolores Linares
- Javier Ruán como Minero
- Alfonso Arau como Saltaperico
- Roberto Cañedo como Toribio Aldrete
- Jorge Rivero como Miguel Páramo
- Narciso Busquets como Bartolomé San Juan
- Armando Acosta como Revolucionario barrigón (no acreditado)
- Queta Carrasco como Pueblerina (no acreditado)
- Leonor Gómez como Pueblerina (no acreditada)
- Regino Herrera como Pueblerino (no acreditado)
- Margarito Luna comoPueblerino (no acreditado)
- Inés Murillo como Pueblerina (no acreditada)
- Rubén Márquez como Revolucionario (no acreditado)
- Ignacio Villalbazo como Pueblerino (no acreditada)

## Críticas
Las expectativas sobre la película eran muy altas, recibió ayuda del gobierno y personas en el medio creían que la llegada al cine de tal obra literaria era un acierto. Pero los críticos, directores, actores de la misma película e incluso el director dijeron sentirse decepcionados con el resultado final. Fueron muchos los percances que conllevaron a ese resultado pero fue principalmente la adaptación del guion. En palabras de Carlos Velo:

La maldita circunstancia de ser mi primera película profesional me hizo cometer el error de aceptar todo esto. Así que la culpa es mía por hacer aceptado estas ideas y estas amables sugerencias que hicieron un híbrido y frío el filme, cuando contaba con un guion magnífico, y actores estupendos, llenos de entusiasmo; sin embargo todo fue sometido a un rasero de producción, a un nivel de mediocridad industrial odioso.
Carlos Velo

Ignacio López Tarso, dijo sobre la película, una vez terminada:

Esta es una película que tuvo todo para ser buena, pero que no salió. Lástima porque costó mucho y porque Barbachano y Velo le dedicaron mucho tiempo y esfuerzo. Cuando leí la adaptación me pareció que sí lograba ese misterio de Rulfo, ese ambiente fantasmal; luego, Velo me invitó muchas veces a platicar con él a su oficina que era asombrosa, parecía un museo dedicado enteramente a Pedro Páramo: tenía una documentación enorme, fotografías de la época, del vestuario, del tipo de sombreros que se usaban, sobre la vida en el campo, las haciendas, los muebles. El quería dar una idea muy precisa para que supieras dónde iba a andar y cómo debía ser cada personaje; el mío sería el Fulgor Sedano, la mano armada de Páramo, que era bonito, complejo, tenía de dónde asirte y sacarle buen partido. Todo era lujoso y en abundancia; para mi personaje, que según yo no tenía por qué andar estrenando a cada rato, hicieron una cantidad de trajes de charro elegantísimos, con botonaduras preciosas, sombreros galoneados y botines al por mayor. Bueno, pues a la hora de la hora, todo el acopio de material, la documentación de Velo y ese derroche de recursos, sirvieron de poco. El primer error grave: el reparto secundario estaba muy bien, pero para el Pedro Páramo, contratan a John Gavin, un actor gringo de segunda, que se vería muy bonito disfrazado de charro, pero que jamás pudo con el personaje... Él estaba entonces en una serie de televisión en Estados Unidos en la que salía de marinerito, y de seguro pensaron que eso le abriría a la película el mercado internacional, pero no fue así. Por otro lado, Velo, quizás abrumado por el paquetazo que tenía encima, como director se volvió muy indeciso, dudaba muchas veces y cuando te pedía algo lo hacía sin convicción. Sin embargo, la película, que tenía eso sí, una apariencia preciosa, fue a Cannes; lo pasamos de maravilla, pero la proyección fue horrible. El público salía en grandes oleadas y si no hubiera sido porque estábamos muy a la vista, creo que todos los de la delegación nos hubiéramos ido al hotel a llorar.
Ignacio López Tarso